# Здание торговой фирмы «Киракозов—Оганов» на проспекте Мира

Торговый дом «Киракозов — Оганов». Фото 1910-х годов.

Здание торговой фирмы «Киракозов — Оганов» — памятник архитектуры во Владикавказе, Северная Осетия. Объект культурного наследия России регионального значения. Находится в историческом центре города на проспекте Мира, д. 38.
Здание в стиле модерн построено в 1910 году на Александровском проспекте по проекту областного архитектора П. П. Шмидта. Заказчиком здания была торговая фирма «Киракозов — Оганов». На первом этаже этого здания с большими витринными окнами, выступающими за плоскость фасада, находились торговые помещения этой фирмы, где продавалась мануфактура. На втором этаже располагалось контора и бухгалтерия.
На Базарной улице находилось ещё одно здание этой же фирмы, предназначенное для складских помещений.
В советское время в здании размещался магазин «Ткани».
В июле 2025 года началась реставрация здания.
Архитектура
На фасаде в простенках между витринами были установлены большие зеркала на всю высоту первого этажа, в связи с чем этот магазин получил неформальное название «Зеркальный». На фасаде, отделанным каменной штукатуркой, находятся два лепных декоративных элемента в виде выступающих ризалита. Витрины из венецианского стекла поднимаются на два этажа и покрываются навершием с декоративными элементами. Боковые глухие выступающие части фасада украшены лепными декоративными элементами. Над входом находится витраж с цифрой 1878, означающей год основания фирмы «Киракозов — Оганов».